# Enoteca Pinchiorri

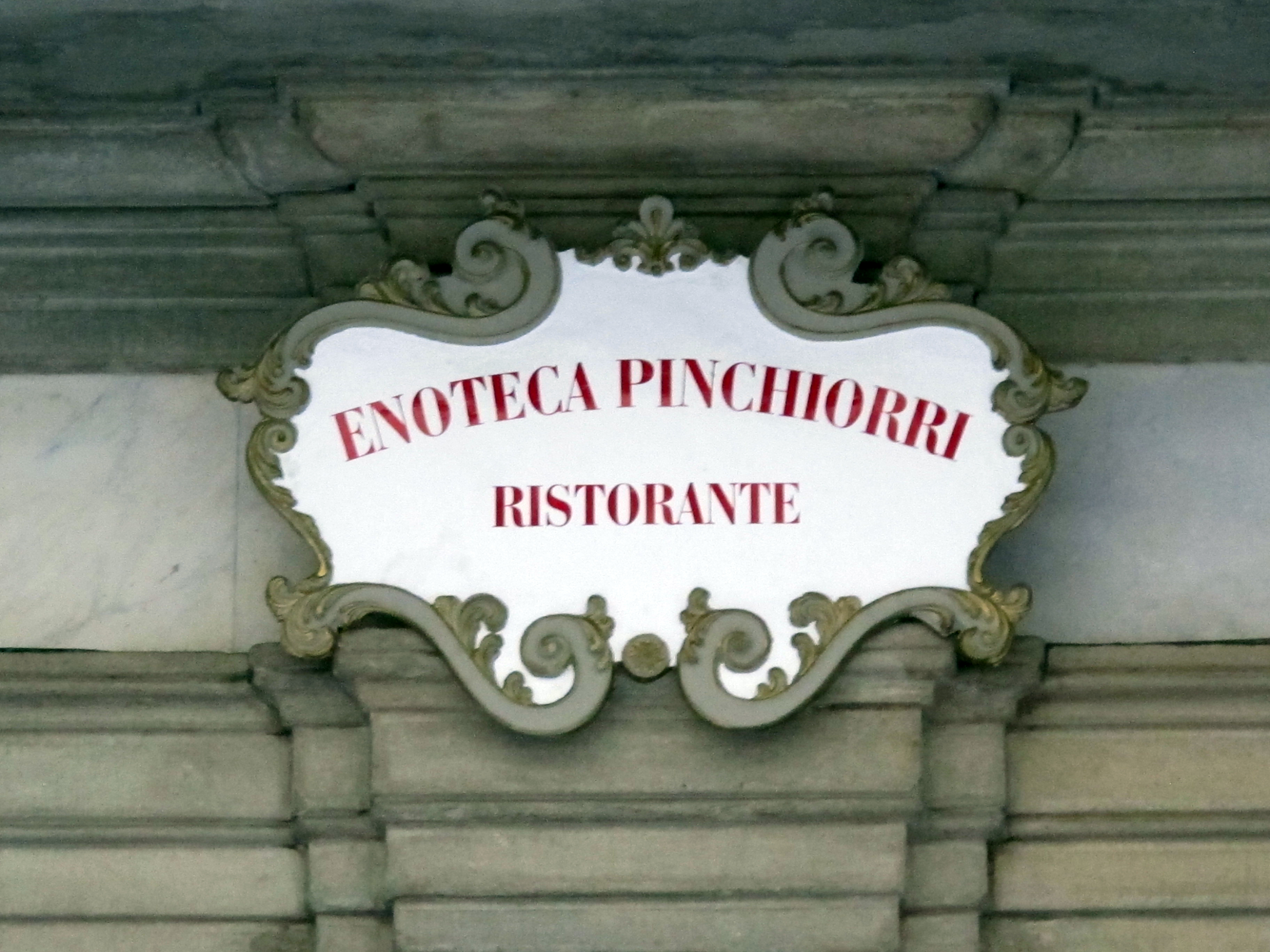
Insegna

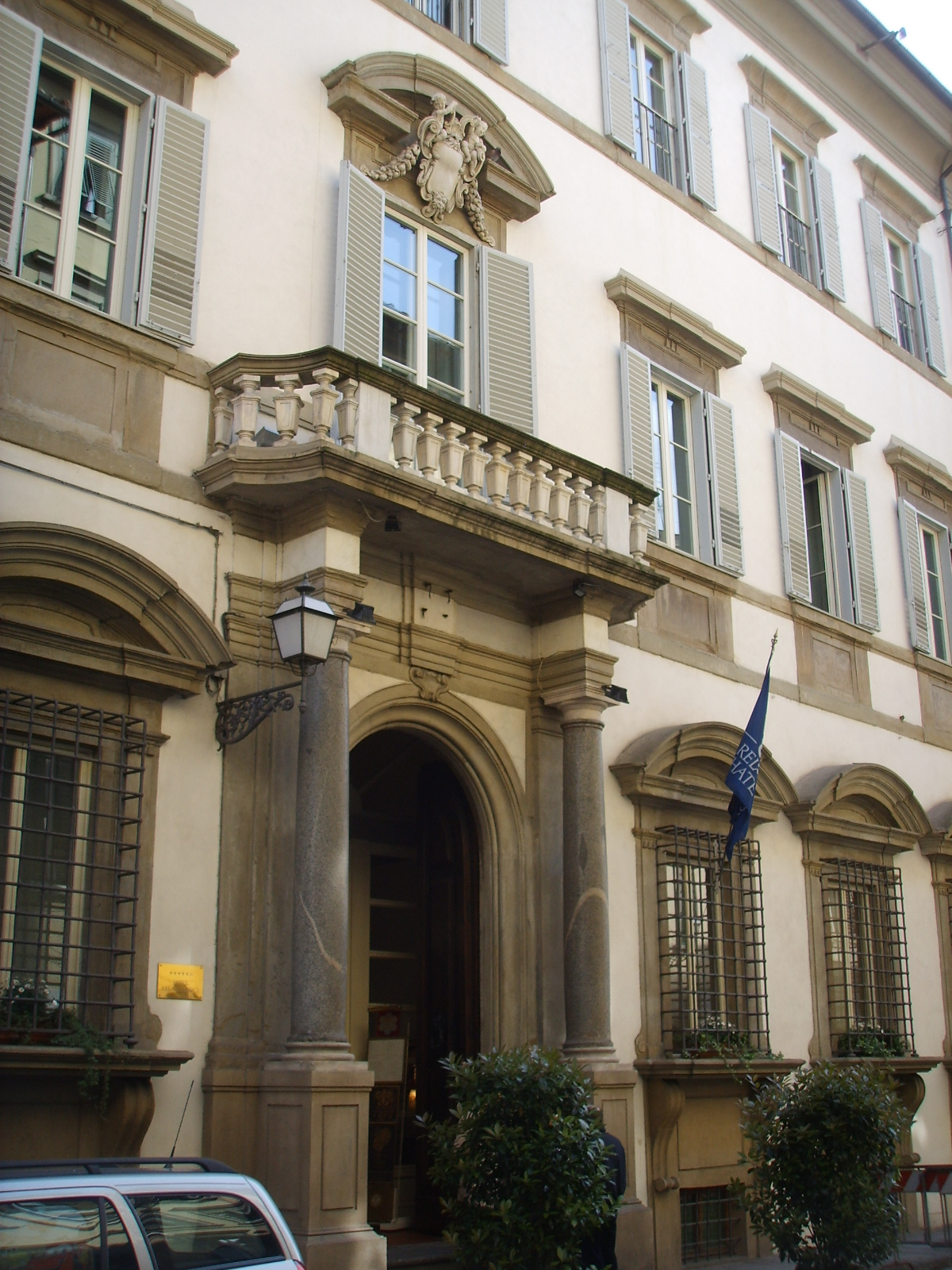
Entrata del palazzo dove si trova l'Enoteca Pinchiorri

L'Enoteca Pinchiorri è un ristorante di Firenze, situato nel settecentesco palazzo Jacometti-Ciofi, in via Ghibellina 87. Si tratta di uno dei ristoranti più prestigiosi d'Italia e d'Europa, insignito di numerosi riconoscimenti nel settore dell'alta ristorazione. 
Il locale è nato come enoteca con il nome di Enoteca Nazionale, iniziando a funzionare anche come vero e proprio ristorante a partire dal 1974. I proprietari sono l'enologo Giorgio Pinchiorri e sua moglie, la cuoca di origine francese Annie Féolde, i quali, dopo aver lavorato come dipendenti nel locale, lo hanno acquistato ed ampliato nel 1979. Oggi vanta una cantina con più di 100.000 bottiglie e circa 3.500 referenze in carta, classificata a partire dal 1984 da Wine Spectator come una delle più importanti al mondo.
La cucina è curata dalla Féolde stessa, executive chef del locale, e dagli chef Riccardo Monco e Alessandro Della Tommasina; dal 1993 al 2015 è stato presente anche lo chef Italo Bassi. Il maître (direttore di sala) è Alessandro Tomberli. All'Enoteca Pinchiorri ha lavorato anche, negli anni '90, lo chef Carlo Cracco, sotto la cui conduzione come primo chef il ristorante ha ottenuto per la prima volta le tre stelle della Guida Michelin. Tra il 1995 e il 2003 le stelle sono state ridotte a due a causa di un grave incendio che ha danneggiato il ristorante e la cantina; la terza stella verrà riconquistata a partire dal 2004, costituendo, ad oggi, l'unico caso di ristorante italiano ad aver perso e poi riottenuto una stella Michelin.

## Riconoscimenti
- 1980: 16/20 Guida dell'Espresso.
- 1981: 18/20 Guida dell'Espresso.
- 1982:  una stella, Guida Michelin.
- 1983: ingresso in Relais & Châteaux e Tradition et Qualité.
- 1983-1992:   due stelle, Guida Michelin.
- 1984: 19.5/20 Guida dell'Espresso.
- 1984-2003: Wine Spectator “Grand Award”.
- 1987: Annie Féolde, Personnalitè de l'Année Distinction Internationale, Paris.
- 1992: Primo ristorante d'Italia, Guida Pirelli, risultato stabilito dal punteggio conseguito nelle sette guide, inclusa la Michelin.
- 1993-1994:    tre stelle, Guida Michelin.
- 1994: Annie Féolde, Premio Internazionale Caterina de' Medici; Giorgio Pinchiorri, Premio Pinone d'Argento, Pavullo, Modena.
- 1995-2003:   due Stelle, Guida Michelin
- 2003: Annie Féolde, Five Star Diamond Award American Academy of Hospitality Sciences.
- 2004: Primo ristorante d'Italia, risultato stabilito dal punteggio conseguito nelle sette guide principali.
- 2004-oggi:    tre stelle, Guida Michelin.